# 金佛铁线莲
金佛铁线莲（学名：Clematis gratopsis）为毛茛科铁线莲属下的一个种。

## 扩展阅读
維基物種上的相關：金佛铁线莲